# Vaškovo
Pour les articles homonymes, voir Vaskovo.
Vaškovo (en serbe cyrillique : Вашково) est un village du nord du Monténégro, dans la municipalité de Pljevlja.

## Démographie

### Évolution historique de la population
| 1948 | 1953 | 1961 | 1971 | 1981 | 1991 | 2003 |
| ---- | ---- | ---- | ---- | ---- | ---- | ---- |
| 259  | 301  | 285  | 209  | 153  | 76   | 68   |